# Bettrechies
Bettrechies é uma comuna francesa na região administrativa de Altos da França, no departamento do Norte. Estende-se por uma área de 3.36 km². Em 2010 a comuna tinha 261 habitantes (densidade: 77,7 hab./km²).